# Fallout 1.5: Resurrection
Fallout 1.5: Resurrection (з англ.  "Воскресіння", "Відродження") — комп'ютерна рольова гра по ігровому світу Fallout, створена чеськими фанатами на рушії Fallout 2 та випущена 3 жовтня 2013 року. Дії гри відбуваються у проміжку між першою та другою частинами оригінальних Fallout. У середньому проходження займає 25 годин .
Назва Resurrection не лише символізує відродження старого Fallout, але й посилається на воскресіння головного героя .

## Сюжет
Події розгортаються у 2170 році на території колишнього Нью-Мексико. Головний герой, що отримав серйозну травму голови, прокидається в печері, яка кишить пацюками та скорпіонами. Він нічого не пам'ятає: ні як сюди потрапив, ні ким він був до цього. Єдина річ, яка може пролити світло на його минуле — це таємничий талісман.
Подорожуючи, герой натрапляє на дуже агресивно налаштованих гулів з такими ж саме талісманами. Дізнатися від них нічого не вийде окрім того, що герой якимсь чином став ворогом культу гулів Відродження. Врешті решт, намагаючись дізнатися хоч щось про своє походження, герой знаходить гуля на ім'я Томас, який каже що вони старі друзі. Томас розповість все про минуле героя та Відродження, очолюване людиною на ім'я Спаситель.
З'ясовується, що герой і сам колись був гулем у Відродженні. Та не звичайним, а одним з небагатьох обраних, яким пощастило стати знову звичайною людиною за допомогою технологій Vault-Tec. Однак переродження не справджене: відновлене тіло повільно вмирає від розкладання тканин. Гравець керує своєю долею, тож зможе вибрати кінець історії. Або повернутися до культу та допомогти захопити владу в регіоні, при цьому загинувши в битві під час облоги міста Альбукерке. Або будь-яким способом зруйнувати базу Відродження, припинивши напади армій гулів на людей.

## Локації
- Нова Надія — мирне селище, біля якого прокидається гравець.
- Щуряча Нора — вимираюче місто, яке роздирається війною двох ворожих угруповань.
- Седіт — велике місто з розвиненою торгівлею. Де-юре управляється міською радою з представників трьох караванних компаній. Де-факто — продажною поліцією, мафією та корумпованим мером.
- Альбукерке — найбільше місто в регіоні, що складається з двох частин: ізольованого Міста Імперії, заснованого вихідцями зі Сховища, та Передмістя, яке контролюють мисливці на мутантів.
- Корат — шахтарське містечко, де згідно із законом будь-яку суперечку можна вирішити на рингу.
- Табір мутантів — колишня база Мисливців за мутантами, захоплена супер-мутантами, які мігрували з заходу після падіння Повелителя.
- ПРОГЕМА — покинутий та напівзруйнований дослідницький центр Vault-Tec.
- База Відродження — великий підземний комплекс Vault-Tec, що складається з 6 поверхів, заселений гулями.
- Сміттєзвалище — міні-локація з одним персонажем, який може дати координати Печери Асмодія.
- Особливі зустрічі:
  - МакГайвер — технар, який може зібрати корисні предмети з різного мотлоху.
  - Спамери — серед пустелі генеруються щонайменше 50 НПС, що вигукують випадкові фрази.
  - SG-1 — відсилання до Зоряної Брами, а точніше до серіалу Зоряна брама: SG-1

## Персонажі
- Тринадцятий — головний антигерой гри, який втратив пам'ять після поранення.
- Пес — собака, яку можна придбати в Щурячий Норі.
- Кері — молода дівчина з міста Седіт. Дочка власника Червоного Каравану, який втік зі знищеного мутантами Хабу. Може стати напарницею гравця.
- Лістра — мешканка Міста Імперії, яка розшукує брата. Вона може приєднатися до гравця в Альбукерке, якщо він поділяє її високоморальні принципи.
- Габріель — найманий вбивця, що знаходиться в Втраченому районі Седіту. Можливий партнер гравця з низькою кармою.
- Спаситель — головний антагоніст гри та лідер культу Відродження.

## Історія розробки
Ідея створення Fallout 1.5 Resurrection виникла на форумі Mad Brahmin (чеш. Šílené Brahmíny), найбільшому фан-сайті Fallout у Чехії. Розробка почалася відразу після виходу офіційного редактору мап та базової документації зі скриптів Fallout у 2003 році. Однак через те, що творці недооцінили розмір проєкту та займалися ним лише у вільний час, на завершення гри пішло близько 10 років. У ході тривалої розробки більшість початкових ідей і концепцій було переглянуто, до зміни основного сюжету.
- 3 жовтня 2013 року — випущено фінальну версію гри чеською мовою.
- 15 липня 2016 року — завершено переклад англійською.
- 17 листопада 2016 — вийшла остання, 1.5 версія гри з виправленими багами та безліччю дрібних покращень.
- 29 грудня 2016 року — польський переклад гри.

## Розробники
Основний кістяк команди складався з чотирьох осіб, які працювали над грою з самого початку:
- Вацлав «Демон» Панош (чеш. Václav «Daemon» Panoš) — організатор та куратор всього проекту. Також відповідав за гейм-дизайн, створення карт, тексти та скрипти.
- Марек «Маріо» Штіпек (чеш. Marek «Maryo» (Štípek) — дизайн мап, скрипти, модинг рушія і сюжет.
- Мілан «Ратман» Ратичак (чеш. Milan «Ratman» Ratičák) — головний по графіку та куратор інших дизайнерів. Також написав сценарії для більшої частини гри.
- Лодж «Саруман» Маріан (чеш. Marián «Saruman» Lóži) — відповідав за значну частину ігрового дизайну, письмових текстів та тестування.

Окрім вище перерахованих людей, багато хто допомагав створенню проекту . Повний список можна переглянути на офіційному сайті в розділі «розробники».